# Rio Beipan
O rio Beipan (chinês: 北盘江, pinyin: Běi pán jiāng) é um rio que corre no sul da República Popular da China. Junto com o río Nanpan forma o rio Hongshui, afluente do rio das Pérolas. Administrativamente, o rio percorre as províncias de Guizhou e Yunnan. Anteriormente, nas partes altas, era conhecido como rio Zangke.
O rio foi uma importante via de comunicação entre os reinos de Yelang e Nanyue.
Tem 449 km de extensão, drenando uma bacia de 25.830 km², com um desnível de 1982 m e um caudal médio anual de 390 m³/s, sendo a precipitação anual de 1200-1300 mm.
O rio é cruzado por várias pontes que estão entre as mais altas do mundo, entre elas a Ponte Beipangjiang, inaugurada em 2016 e presentemente a mais elevada acima de um curso de água em todo o mundo.